# Avenida dos Bandeirantes
A Avenida dos Bandeirantes é uma das mais importantes avenidas do município de São Paulo, servindo como uma das principais vias de acesso ao Aeroporto de Congonhas, bem como ligação entre a Marginal Pinheiros e as rodovias Anchieta e Imigrantes. A avenida possuía grande tráfego de caminhões devido ao fluxo de exportação que escoa pelo porto de Santos; entretanto, a partir de agosto de 2010, a circulação desses veículos na via foi restrita somente ao período noturno.
A via tem também a função de delimitar a área chamada de centro expandido, marcando o limite sul da região.

## História
A Avenida dos Bandeirantes originalmente chamava-se Estrada da Traição, o único caminho que ligava o povoado de Santo Amaro à cidade de São Paulo. A via foi construída sobre o leito canalizado do Córrego da Traição, que se estendia do Planalto Paulista até o Rio Pinheiros, desaguando onde hoje é a Usina Elevatória de Traição. Ela foi aberta ao tráfego em 25 de janeiro de 1970, com quatro quilômetros pavimentados entre a Avenida Santo Amaro e a confluência das avenidas Engenheiro Armando de Arruda Pereira e Jabaquara — a previsão era de que o trecho até a Marginal Pinheiros ficasse pronto quatro meses depois. Originalmente, tinha duas pistas com treze metros de largura cada uma, ambas iluminadas por lâmpadas de vapor de mercúrio, ainda uma relativa novidade à época.

## Restrição
Em 28 de julho de 2010, foi anunciada a proibição da circulação de caminhões na via durante a semana, entre as 5 e 21h. A medida teve por objetivo aliviar o trânsito da cidade e incentivar a utilização do trecho sul do Rodoanel, criado exatamente com o propósito de retirar os grandes veículos de carga do trecho urbano da cidade.
O maior responsável pelo excessivo trânsito de caminhões na região é a ausência sistemática do poder público em incentivar e investir no transporte ferroviário, notadamente no trecho Santos/São Paulo.

## Incêndio de Viaduto sobre a Avenida dos Bandeirantes
Em 13 de fevereiro de 2016, um acidente de trânsito na Avenida dos Bandeirantes envolvendo duas carretas causou um incêndio que atingiu e danificou a estrutura do viaduto da Avenida Santo Amaro, construído em 1969. A Prefeitura chegou a cogitar sua demolição, a um custo estimado de quarenta milhões de reais. Doze dias depois, em 25 de fevereiro, o viaduto foi reaberto para o tráfego de ônibus; em 3 de março, para o tráfego de táxis; e em 6 de setembro, para o tráfego geral.

## Trajeto

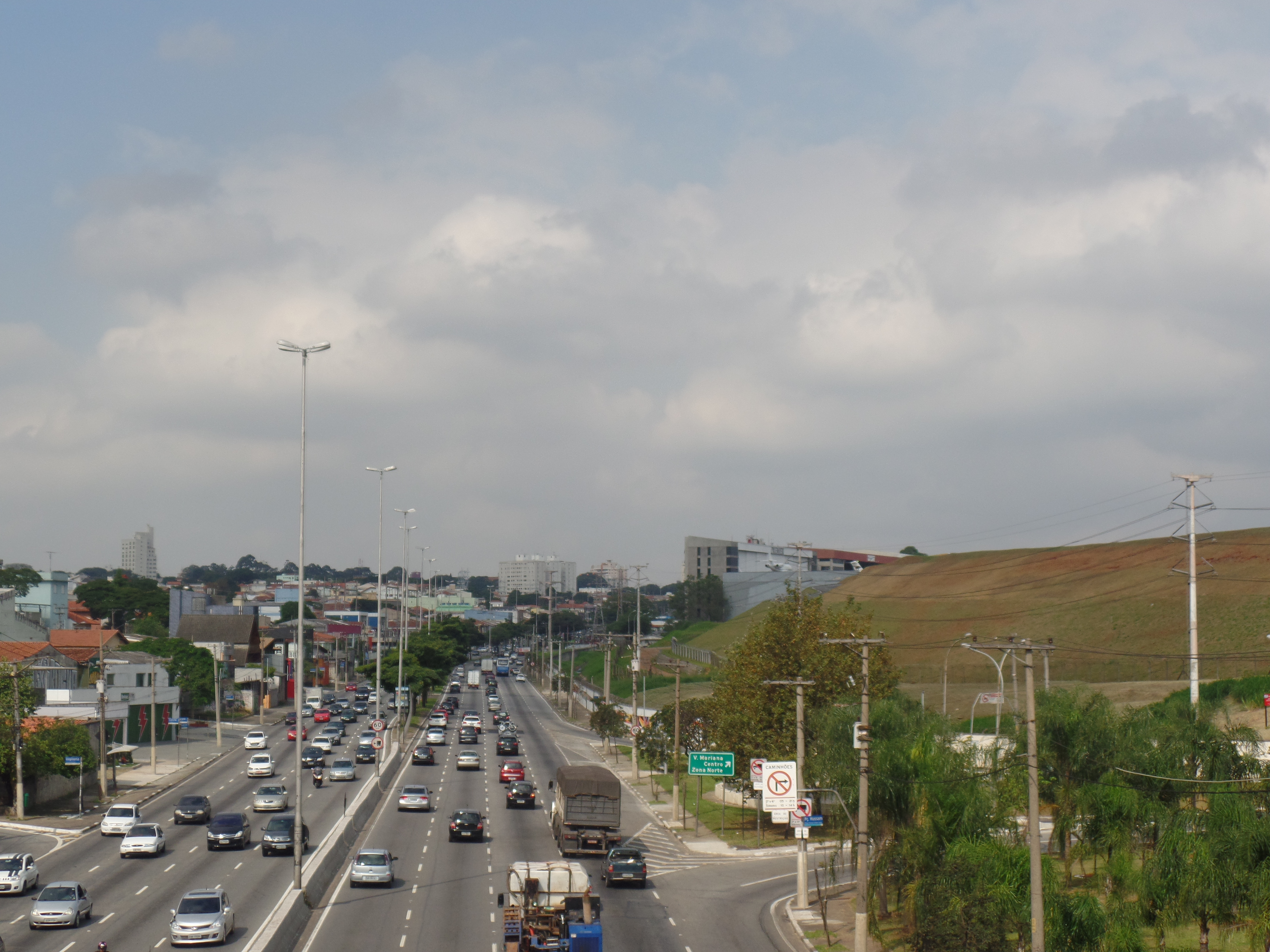
A avenida vista no sentido da Rodovia dos Imigrantes, com o Aeroporto de Congonhas ao lado direito da imagem

- Início na Marginal Pinheiros/Ponte Engenheiro Ary Torres/Viaduto República da Armênia
- Acesso à Avenida Engenheiro Luís Carlos Berrini
- Acesso à Rua Funchal
- Acesso à Avenida Santo Amaro
- Passagem por baixo da Avenida Santo Amaro/Viaduto Santo Amaro
- Acesso à Avenida Vereador José Diniz
- Passagem por baixo do Viaduto dos Bandeirantes
- Acesso à Avenida Ibirapuera
- Acesso à Avenida Washington Luís
- Passagem por baixo do Viaduto João Julião da Costa Aguiar
- Acesso à Avenida Moreira Guimarães
- Acesso às avenidas Engenheiro Armando de Arruda Pereira e Pedro Bueno
- Acesso à Avenida Jabaquara
- Passagem por baixo do Viaduto Jabaquara
- Final na Avenida Afonso D'Escragnolle Taunay, que fornece acesso à Rodovia dos Imigrantes